# IC 5193
IC 5193 ist eine elliptische Galaxie vom Hubble-Typ E0 im Sternbild Eidechse am Nordsternhimmel. Sie ist schätzungsweise 259 Millionen Lichtjahre von der Milchstraße entfernt.
Das Objekt wurde am 5. Dezember 1888 von Edward Emerson Barnard entdeckt.